# Titanfall
Titanfall [ˈtaɪtən fɑ:l] (Eigenschreibweise: TITANFALL) erschien erstmals im März 2014 als Multiplayer-Ego-Shooter von Respawn Entertainment, der von Electronic Arts vertrieben wird und für Xbox 360, Xbox One und Windows entwickelt wurde. Das Spiel erhielt bereits vor seiner Veröffentlichung etliche Videospiel-Auszeichnungen. Die Xbox-360-Fassung wurde für die Behebung von Fehlern auf den 11. April 2014 verschoben.

## Handlung
In einer fernen Zukunft werden Bodengefechte in Raumkolonien mit "Titanen" ausgetragen. Es handelt sich dabei um bemannte humanoide Mechs, sieben Meter große schwergepanzerte Kampfroboter, benannt nach den gleichnamigen mythologischen Wesen aus der altgriechischen Sagenwelt. Sie werden unbemannt und von Raumschiffen aus dem niedrigen Orbit per Abwurfkapsel auf das Schlachtfeld abgeworfen (daher der Name Titanfall). Am Boden können deren Piloten sie dann selber steuern, oder ihnen rudimentäre Befehle wie Wachmodus oder Piloten-Verfolgermodus geben.
Der Minenkonzern IMC (Interstellar Manufacturing Corporation) hat sie von der Rüstungsfirma Hammond Robotics anfertigen lassen, um seinen ausbeuterischen Wünschen Nachdruck zu verleihen. Kolonisten, die im Gebiet der Bodenschätze wohnen und sich nicht einfach vom Konzern unterjochen lassen wollen, haben indes die Frontier Militia (Grenzland-Miliz) gegründet, die sich ebenfalls Titanen bedient. Deren Elite-Brigade ist das M-COR (Marauder Corps).

## Spielprinzip
Es gibt drei Titanenklassen: den mittelschweren Allrounder Atlas, den schweren Ogre und den leichten Stryder. Sie verfügen unter anderem über überdimensionale Handfeuerwaffen (optional Chain Gun, Maschinenkanone, Raketen- oder auch Granatwerfer) und diverse Verteidigungssysteme wie Energieschilde oder elektrisch geladenen Nebel.
Da die Piloten nicht von Anfang an in ihren Kolossen sitzen, kämpfen diese infanteristisch mittels Handwaffen und Jet-Packs. Ist ihr Titan schwer beschädigt, entkommen sie per Schleudersitz. Doch auch außerhalb der Titanen verfügen die Piloten über beträchtliche Feuerkraft und größere Beweglichkeit als reguläre Soldaten. Die Möglichkeit, zwischen Pilot und Titan zu wechseln, soll den Spielern Gelegenheit geben, ihre Taktik spontan an die Lage oder den Spielmodus anzupassen. Die Spielmodi sind: „Materialschlacht“ (Team Deathmatch), Hardpoint Domination (Conquest), Last Titan Standing (Variante von Last Man Standing), Capture the Flag, Kampagne (Multiplayer-Kampagne), „todgeweiht“, „Grenzlandverteidigung“ (Koop-Modus) und Pilotengefecht.
In einer Partie sind nur zwölf menschliche Spieler zugelassen (sechs gegen sechs). Respawn begründete dieses bei Spielern hochumstrittene Limit mit der besseren Übersichtlichkeit und Spielbarkeit. Zudem sind ohnehin zusätzlich noch computergesteuerte Soldaten (Grunts oder "Frontsoldaten") und (hackbare) menschengroße Kampf-Androiden (Spectres) in den Spielen beteiligt, die das Geschehen auf den Karten füllen und gerade für Anfänger schnelle Spiel-Erfolge garantieren sollen.

## Entwicklungsgeschichte

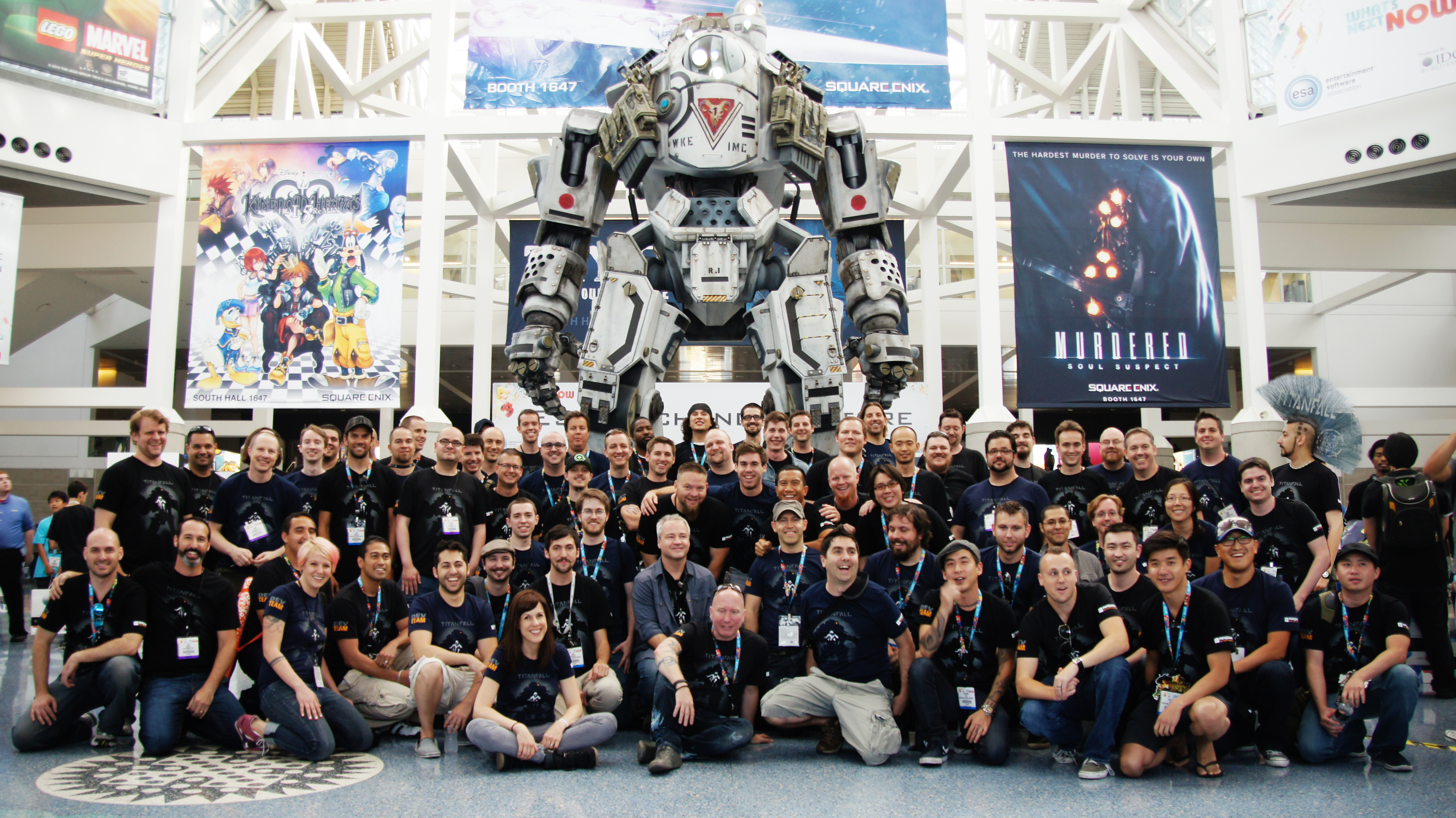
Das Entwicklerteam mit Atlas-Titan-Attrappe auf der E3 2013

Respawn gehört Vince Zampella, der vorher bei Infinity Ward die Call-of-Duty-Reihe mitschuf und das Unternehmen 2010 im Streit verließ und dabei viele ehemalige Mitarbeiter mitnahm. Stephen Barton wurde für die musikalische Untermalung als Komponist verpflichtet.
Ab 2011 wurde das Spiel mit Valves Source-Engine entwickelt, man legte sich schnell darauf fest, auf die nächste Konsolengeneration zu warten.
Auf der Computerspielmesse E3 2013 stellte Titanfall mit sechs Game Critics Awards einen neuen Rekord auf. Auf der VGX (vormals "Spike Awards") 2013 wurde es zum meisterwarteten Spiel erklärt. Ryan McCaffrey von IGN nennt das Spiel: "Microsoft’s killer app. You will buy an Xbox One for Titanfall, and you should."
Die geschlossene Beta-Version (Stresstest) lief vom 14. Februar bis zum 20. Februar 2014 für den PC und die Xbox One.
Am 2. Oktober 2015 gaben die Entwickler bekannt, dass ca. eineinhalb Jahre nach der Veröffentlichung des Spiels die 10-Millionen-Spieler-Marke geknackt wurde.

## Rezeption

### Rezensionen
Dem Review-Aggregator Metacritic zufolge erhielt Titanfall überwiegend positive Wertungen, wobei die Xbox-360-Version mit 83 von 100 Punkten im Schnitt etwas schlechter bewertet wurde als die Fassungen für PC und Xbox One, welche durchschnittlich 86 % erzielten.
Das Spielemagazin GameStar vergab ursprünglich eine Wertung von 83 %, nach acht Updates wurde das Spiel aber auf 85 % mit dem Prädikat „sehr gut“ aufgewertet.
Die Redakteure loben die hohe Geschwindigkeit des Shooters, die sich selbst in den Mechs zeigt. Beim Kontrollbesuch werden neue Spielmodi, Performanceverbesserungen, sowie Updates von KI und Sound gelobt. Für Redakteur Stefan Köhler sei Titanfall der beste Shooter der Generation, noch vor Battlefield 4 und Call of Duty: Ghosts.

„Und die Bots? Die dürfen gerne Titanfall-exklusiv bleiben, sind in meinen Augen aber eine fantastische Bereicherung, wenn man sich darauf einlässt. Was an sich auch für Titanfall als Ganzes gilt.“

Die PC Games lobt das innovative Gameplay in rasanten und schnellen Gefechten auf 15 abwechslungsreichen Karten. Kritisiert werden jedoch die schwache Story und die eher durchschnittliche Grafik des Spiels.

„Titanfall macht einfach richtig viel Laune!“

Laut Fazit des 4Players-Tests ist auch die Version für Xbox 360 eine gelungene Konvertierung, die abgesehen von leichten Abstrichen bei der Grafik den anderen Fassungen in nichts nachsteht und mit hervorragendem Spielgefühl aufwartet.

### Verkaufszahlen
Bis November 2014 soll das Spiel bereits sieben Millionen unterschiedliche Spieler gehabt haben. Wie Vince Zampella am 3. Oktober 2015 auf Twitter bekannt gab, habe sich das Spiel mehr als zehn Millionen Mal verkauft.

## Erweiterungen
Es erschienen mit Expedition, Frontier’s Edge und IMC Rising drei Add-ons in Form von Map-Pack-DLCs, die dem Spiel jeweils drei weitere Karten hinzufügen.

## Titanfall 2
Am 21. März 2014 wurde bekannt, dass sich Electronic Arts die Rechte an Titanfall 2 sicherte.
Unmittelbar vor der E3 Spielemesse veröffentlichte man am 12. Juni 2016 die ersten Trailer zum Spiel. Im Gegensatz zum Vorgänger zeichnet sich Titanfall 2 vor allem durch einen überarbeiteten Multiplayer und einem neu eingeführten Singleplayer aus. Das Spiel erschien am 28. Oktober 2016 für PC, Xbox One und PlayStation 4.

## Apex Legends
Am 4. Februar 2019 kündigte Electronic Arts und Respawn Entertainment Apex Legends an, das auch am gleichen Tag noch für PC, Xbox One und PlayStation 4 veröffentlicht wurde. Hierbei handelt es sich um einen weiteren Ableger der Serie, der jedoch auf serientypische Elemente wie spezielle Bewegungsmuster (an der Wand laufen) oder die Titan-Kampfroboter verzichtet. Das Spiel ist ein reines Multiplayer-Erlebnis, basiert auf dem Free-to-play-Prinzip und ist dem Battle-Royale-Genre zuzuordnen.